# Ved Trio
Ved Trio je muzička grupa iz Vranja koja neguje etno muziku i sviranje na tradicionalnim instrumentima kao što je zarb, def, kaval, bendir.

## O bendu Ved Trio
Muzičku grupu „Ved Trio” čine: Goran Arsić, Miloš Nikolić i Nenad Vještica. Goran Arsić, poseduje mnoštvo instrumanata, a u bendu „Trio Ved“ je perkusionista na tombaku (zarb), bendiru, defu, ćupu... Jezik i muzika centar su njegovih interesovanja. Napisao je knjigu „Učiti sanskrit“ (2004), razmišljanja o jeziku kroz ogromnu srodnost između sanskrita i srpskog i iste godine preveo „Tajna zvuka i sklad života“ Hazrata Inajata Hana, a privodi kraju rad o vekovnim bogoslovskim i muzičkim susretima između sufija, isihasta, pojaca, muzičara na Balkanu, u Carigradu i Maloj Aziji.
Nenad Vještica – H. Khan, muzički obrazovan za klavir i gitaru. U periodu od 1993. do 1997. godine studirao hindustansku klasičnu muziku na muzičkoj akademiji Al-Hamra u Lahoru, pri Pendžabskom univerzitetu, na sitaru kao glavnom instrumentu pod Ustad M. Alam Khanom. U triu „Ved“ svira lautu tamburu (ut). Miloš Nikolić, započeo je bavljenje muzikom kao klasičan klarinetista, da bi se kasnije više posvetio kavalu i gajdama. Bavi se vizantijskom crkvenom muzikom i vodi vizantijski hor, bavi se srpskom i balkanskom izvornom muzikom svirajući kaval i gajde. Sarađuje sa muzičarima i umetnicima različitih profila sa kojima je objavio nekoliko CD.
Svirajući na originalnim instrumentima stare pesme iz Vranja, Makedonije, sa Kosova, iz Bosne i dalekog Tunisa, „Ved“ je i ovoga puta predstavio melodije i ritmove kojih nema ni u jednoj knjizi, a koji se ljudima, očigledno, veoma dopadaju. Zbog toga, ali i još nekih njemu lično važnih stvari, Goran Arsić zajedno sa prijateljima iz grupe radi na pripremi za objavljivanje nekoliko knjiga o jeziku i muzici, CD-a sa tonskim zapisima starih muzičara i pevača Vranja i okoline, kao i na snimcima nekoliko muzičkih druženja koje je „Ved“ do sada organizovao. „Ved“ je 2008. godine objavilo CD „'Oću da vi pojem vranjansko!“ - tonske zapise pesmopojaca i muzičara snimljenih pre 40 godina, a pored toga, uskoro će biti izmontiran i promovisan i video materijal sa MMF, koji rade sami članovi grupe „Ved“.
Muzička grupa „Ved Trio” do sada je gostovala na mnogim festivalima etno muzike, kako u „Ved Trio”Srbiji, tako i u inostranstvu.
Goran Arsić je bivši sveštenik SPC koji je sa grupom prijatelja i istomišljenika pre trinaest godina osnovao „Ved“, društvo za čuvanje i negovanje jezičkog i muzičkog nasleđa. U decembru 2016. je organizovao izložbu starih instrumenata „Svirka moja - obraz moj!” koja je otvorena u holu biblioteke "Bora Stanković" u Vranju. Tom prilikom, izložene su četiri porodice instrumenata - trzačka, gudačka, duvačka i udaračka, poreklom iz Vranja i okoline, sa Kosova i Metohije, iz Makedonije, ali i Grčke, Turske, Indije, Irana, Pakistana.

## Spoljašnje veze
- Infovranjske.rs
- rts.rs